# Katharina Sieverding

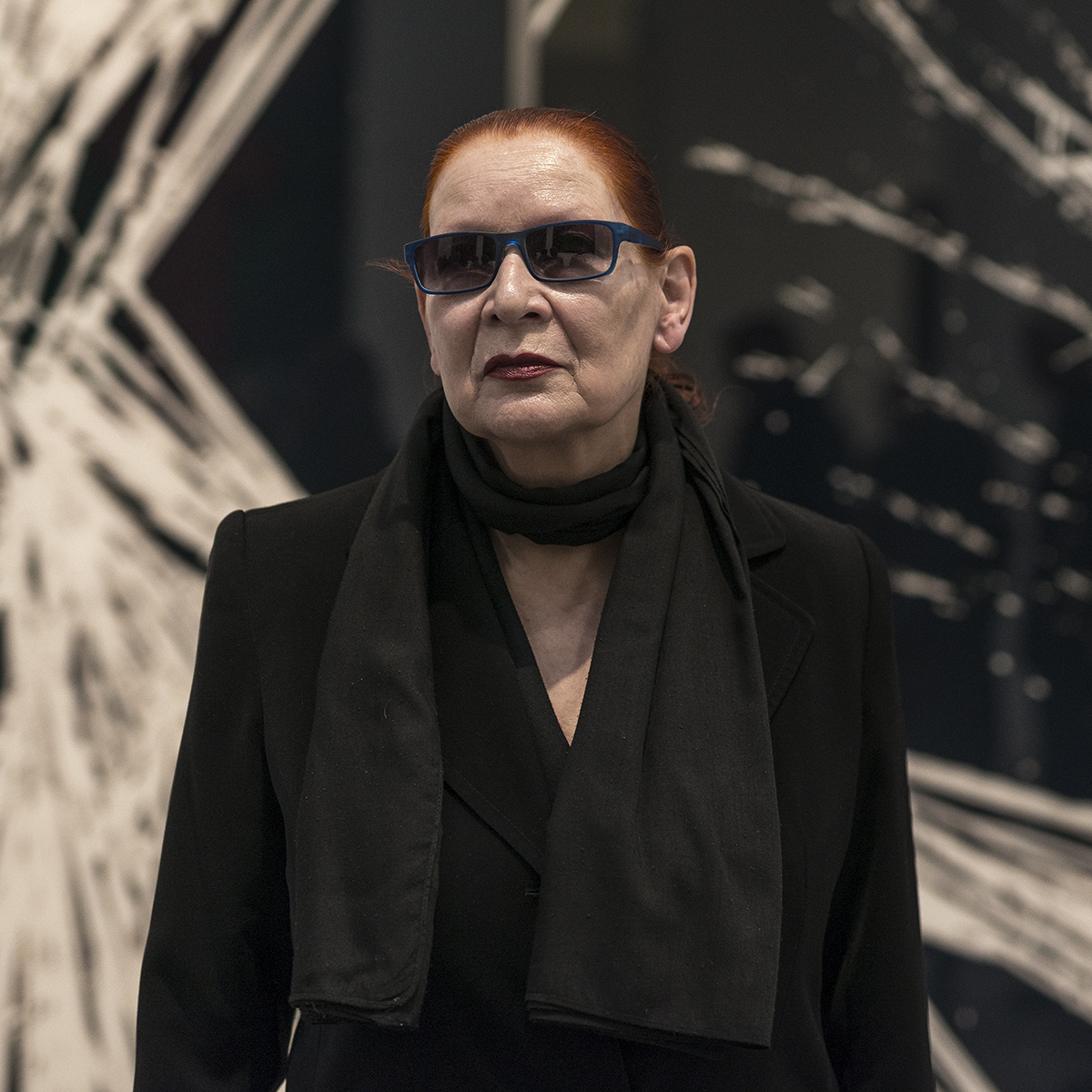
Katharina Sieverding in ihrer Ausstellung „Kunst und Kapital“ in der Bundeskunsthalle Bonn, 10. März 2017

Katharina Sieverding (* 16. November 1941 in Prag) ist eine deutsche Künstlerin. Sie gehört zu den Pionieren einer Erweiterung der Ausdrucksmöglichkeiten des Mediums Fotografie. Ihre seriellen Fotofolgen sind sowohl Ausdruck von Reflexionen zur eigenen Identität als auch Stellungnahme zu politisch-gesellschaftlichen Fragen. Mit großformatigen Fotoarbeiten erneuerte Katharina Sieverding das künstlerische Potential der Fotografie.

## Leben
Katharina Sieverding wuchs in Ruhrgebiet auf. Ihre Mutter war Künstlerin, ihr Vater Radiologe. Ihr Abitur machte sie am Käthe-Kollwitz-Gymnasium in Dortmund. Das ihr zugedachte Medizinstudium verwarf sie, ein Studium an der Hochschule für Bildende Künste in Hamburg brach sie nach wenigen Monaten ab. Ihrer Idee vom Gesamtkunstwerk folgend, wechselte sie von 1963 bis 1964 als Volontärin an das Deutsche Schauspielhaus nach Hamburg. Zunächst war sie im Malersaal tätig. Sie lernte dort Fritz Kortner kennen, der sie engagierte und dem sie an das Burgtheater nach Wien folgte, wo sie Assistentin für Kostümausstattung war. Es folgten weitere Häuser, an denen Kortner inszenierte.
Seit dem Sommersemester 1964 bis 1967 besuchte sie die Bühnenbild-Klasse von Teo Otto an der Kunstakademie Düsseldorf. Für Bohumil Herlischkas Inszenierung von Giacomo Meyerbeers „Der Prophet“ 1966 an der Deutsche Oper in Berlin war sie für die Kostumausstattung zuständig, während Otto das Bühnenbild gestaltete. Zum Sommersemester 1967 wechselte sie in die Bildhauer-Klasse von Joseph Beuys. Später besuchte sie die Filmklasse von Ole John Povlsen, wo sie sich mit den filmischen und fotografischen Techniken vertraut machte. Bei Beuys schloss sie ihr Studium als Meisterschülerin im Jahr 1972 ab. Zwischen 1972 und 1988 reiste sie in die USA, nach China und in die Sowjetunion.
Seit 1975 arbeitet sie mit Großfotografie. In ihren Werken befasst sich Sieverding mit dem Zusammenhang zwischen mikroskopischen und makroskopischen, individuellen und globalen Prozessen. 1976 absolvierte sie das Whitney Museum of American Art: Independent Study Program, New York und lehrte 1977 an der New School for Social Research: Graduate Faculty of Political and Social Science. Von 1992 bis 2007 hatte sie eine Professur an der Hochschule der Künste Berlin inne. Zu ihren Studenten gehören unter anderen Jorinde Voigt, Natascha Sadr Haghighian, Heike Baranowsky und Ina Bierstedt.
Von 1995 bis 1998 sowie in den Jahren 2000, 2001, 2003, 2005 und 2007 lehrte sie an der Internationalen Sommerakademie für bildende Kunst in Salzburg, 2002 und 2004 an der Academy of Fine Arts in Hangzhou. Von 2008 bis 2013 gehörte Sieverding zum Universitätsrat der Akademie der bildenden Künste Wien. Seit 2010 lehrt sie an der Graduiertenschule der Universität der Künste Berlin.
Katharina Sieverding lebt seit 1964 in Düsseldorf.

## Öffentliche Sammlungen
Deutschland
- Deutsches Historisches Museum, Berlin
- Hamburger Bahnhof, Berlin
- Museum für Fotografie, Berlin
- Nationalgalerie, Berlin
- Haus der Geschichte, Bonn
- Kunst- und Ausstellungshalle der Bundesrepublik Deutschland, Bonn
- Albertinum, Dresden
- Kunstsammlung Nordrhein-Westfalen, Düsseldorf
- Kunststiftung NRW, Düsseldorf
- Museum Kunstpalast, Düsseldorf
- Museum Küppersmühle für Moderne Kunst, Duisburg
- Museum Folkwang, Essen
- Städel, Frankfurt
- Hamburger Kunsthalle, Hamburg
- Städtische Galerie im Lenbachhaus & Kunstbau, München
- Kunstforum Ostdeutsche Galerie, Regensburg
- Staatsgalerie Stuttgart, Stuttgart
- Stadtmuseum Düsseldorf

International
- Ordos Museum of Art, Ordos/China
- Castello di Rivoli, Rivoli
- Musée d’Art Moderne Grand-Duc Jean, Luxembourg
- Stedelijk Museum, Amsterdam
- Van Abbemuseum, Eindhoven
- Migros Museum für Gegenwartskunst, Zürich
- Museum of Modern Art, New York
- San Francisco Museum of Modern Art, San Francisco

## Ausstellungen (Auswahl)
- 1972–1982: documenta: d5, d6, d7, Kassel
- 1973: 8. Biennale von Paris; Musée d’art moderne de la Ville de Paris
- 1976: Biennale Venedig
- 1977: Museum Folkwang, Essen
- 1980: Biennale di Venezia
- 1985: °Ouverture - Arte contemporanea, Castello di Rivoli, Turin
- 1985: 1945–1985 Kunst in der Bundesrepublik Deutschland, Nationalgalerie Berlin
- 1990: Kunsthalle Düsseldorf: Konkrete Utopien 1968
- 1997: Biennale di Venezia: Deutscher Pavillon mit Gerhard Merz; Kunstsammlung Nordrhein-Westfalen, Düsseldorf
- 1998: Stedelijk Museum, Amsterdam; Residenzgalerie, Salzburg
- 2000: Kunstsammlung Nordrhein-Westfalen, Düsseldorf: Ich ist etwas anderes
- 2001: Casa di Goethe, Rom: Katharina Sieverding - Metamorphosen
- 2002: Pamela and Richard Kramlich and New Art Trust, MoMA PS1, New York
- 2003: Contemporary German Art, Washington University Gallery of Art, St. Louis
- 2004: Moskau Berlin / Berlin Moskau 1950–2000, Tretjakow Galerie, Staatliches Historisches Museum Moskau
- 2005: ein Ring von unschätzbarem Wert Ausgewählte Preisträger des Kaiserrings Goslar, museum franz gertsch, Burgdorf, Schweiz
- 2006: 40jahrevideokunst.de Teil 1 Die 60er Jahre, Kunsthalle Bremen
- 2007: WACK1 Art and the Feminist Revolution, National Museum of Women in the Arts, Washington, DC
- 2008: Visite, Kunst- und Ausstellungshalle der Bundesrepublik Deutschland
- 2009: Fotokunst, Staatliches Zentrum für Fotografie ROSFOTO, St. Petersburg
- 2010: Das versprochene Land, Albertinum der Staatlichen Kunstsammlung Dresden
- 2010: Projected Data Images. Testcuts, Imai – inter media art institute / NRW-Forum Quadriennale Düsseldorf
- 2011: The Art of Enlightenment, National Museum of China, Beijing
- 2012: Der dritte Raum, Museum für Moderne Kunst Warschau
- 2013: Katharina Sieverding - Weltlinie, Schloss Moyland[8]
- 2014: Katharina Sieverding mal d'archive, Kunstsammlung Nordrhein-Westfalen, K 21 Ständehaus, Düsseldorf[9]
- 2017: Katharina Sieverding. Kunst und Kapital. Werke von 1967 bis 2017, Kunst- und Ausstellungshalle der Bundesrepublik Deutschland, Bonn.
- 2017: Fototeca de Cuba, Havanna, Kuba[10]
- 2020: Die Sonne um Mitternacht schauen. Gegenwartskunst aus dem Lenbachhaus und der KiCo Stiftung, Städtische Galerie im Lenbachhaus, München (September 2020 - August 2021).
- 2021: Sammlung Falckenberg in Hamburg-Harburg, 120 Werke auf vier Etagen.[11]
- 2021: Katharina Sieverding. Die Sonne um Mitternacht schauen, Museum Frieder Burda, Baden-Baden[12]
- 2024/25: Katharina Sieverding, Kunstsammlung Nordrhein-Westfalen

## Auszeichnungen
- 1967: Poensgen-Preis, Düsseldorf
- 1975: Förderpreis des Landes Nordrhein-Westfalen für Bildende Kunst
- 1979: ars-viva-Preis[13] des Kulturkreises der deutschen Wirtschaft im BDI e.V., Köln/Berlin
- 1981: Kunstfonds, Bonn
- 1991: Kunstpreis der Stadtsparkasse Düsseldorf
- 1994: Deutscher Kritikerpreis, Berlin
- 1996: Lovis-Corinth-Preis, Regensburg
- 2004: Kaiserring der Stadt Goslar
- 2008: Cologne Fine Art & Antiques-Preis, Köln
- 2017: Käthe-Kollwitz-Preis der Berliner Akademie der Künste[14]